# Far da sé
Far da sé è una rivista bimestrale italiana di bricolage e fai da te, fondata nel 1975 da Massimo Casolaro (1931 - 2022) ed edita da Edibrico - Edizioni per il fai da te.

## Storia editoriale
Dal 1975 la sede operativa è a Gavi, dove si trovano anche i laboratori fotografici.
Massimo Casolaro nel 1975 decise di diventare editore e di realizzare una rivista sul bricolage.
A quel tempo, in Italia, l'argomento era poco conosciuto al punto che dovette coniare lui stesso l'equivalente in italiano dei termini usati in Europa per bricolage (francese) o do it yourself (inglese) o selber machen (tedesco): è suo, quindi, il neologismo "fai da te" (o far da sé).
Continua a essere pubblicata con cadenza bimestrale. Il direttore editoriale è Nicla de Carolis.

## Caratteristiche
La peculiarità di Far da sé risiede nella descrizione passo-passo delle soluzioni proposte, illustrate con fotografie, testi tecnici e disegni. Gli argomenti trattati nella rivista sono rivolti a un pubblico esperto di bricolage. Ampio spazio è dedicato alle realizzazioni dei lettori.
Alcuni contenuti apparsi su Far da sé vengono inseriti su Bricoportale.it il portale del fai da te italiano e sulla rivista Rifare Casa, sempre edita da Edibrico.

## Struttura editoriale
La rivista al suo interno è articolata in 5 rubriche.
- Dossier - macroargomenti per apportare alla casa le migliorie più realizzate da chi fa da sé, affrontati con l’inserimento di sequenze passo passo, spiegazioni delle tecniche e dei prodotti sul mercato.
- Guide far da sé - per sapere quali attrezzi occorrono e come vanno utilizzati per costruire e riparare senza dover ricorrere ai professionisti;
- Provati per voi - Prove "sul campo" di materiali e utensili proposti dal mercato;
- Lettori far da sé - Rubrica dedicata alle realizzazioni dei lettori con concorso a premi.

## Direttori responsabili
- Massimo Casolaro
- Nicla de Carolis
- Sacha Agostino Drago